# Bahía de Monte Gordo

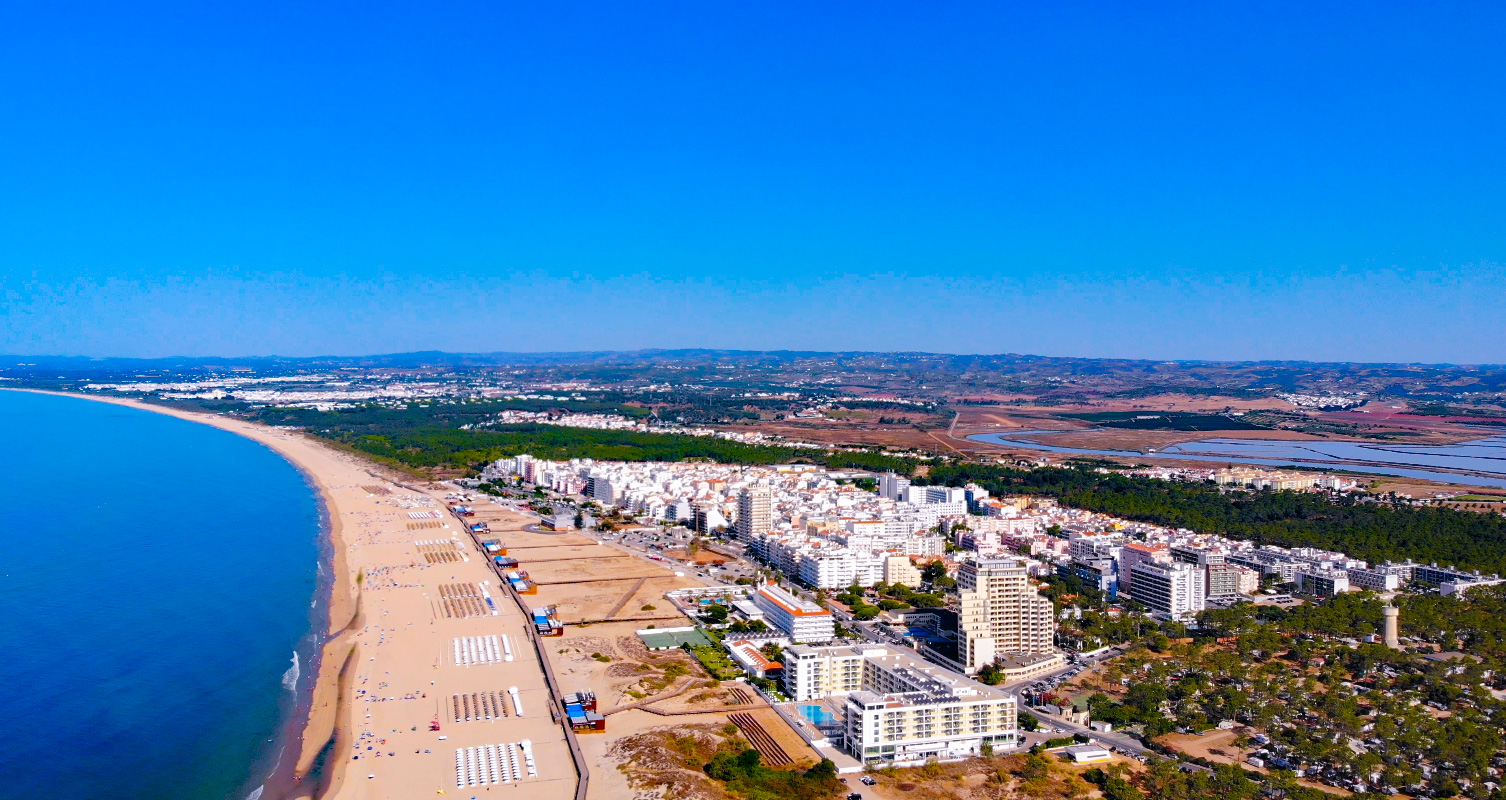
Vista aérea de la Bahía Monte Gordo hacia el Oeste (Algarve, Portugal).

La Bahía de Monte Gordo se sitúa en el extremo oriental de la costa sur del Algarve, en pleno Golfo de Cádiz. Es poco prominente y se encuentra separada de la hoz del río Guadiana por una prolongación arenosa reforzada por un espolón denominado Punta de Arena. Junto a esta bahía se encuentran algunas de las principales estancias balnearias del litoral del Algarve: Monte Gordo, Playa Verde, Altura y Manta Ruta. Sus playas son bañadas por las aguas más calientes del Portugal Continental, y su temperatura varía entre los 20 °C y los 27 °C entre los meses de mayo y octubre.

## Playas
- Playa de Vila Real de Santo António
- Playa de Monte Gordo
- Playa de Adão y Eva
- Playa del Cabeço - Retur
- Playa Verde (Castromarín)
- Playa de la Alagoa
- Playa de la Lota
- Playa de la Manta Ruta